# Ball of Confusion (That's What the World Is Today)
Singles de The Temptations
Why (Must We Fall in Love)
(1970) Ungena Za Ulimwengu (Unite the World)
(1970)
Ball of Confusion (That's What the World Is Today) est une chanson du groupe américain de soul The Temptations, sortie le 7 mai 1970 chez Gordy, sous-label de Motown. Elle est écrite par Norman Whitfield et Barrett Strong. La chanson est utilisée pour promouvoir la compilation Greatest Hits II des Temptations et a été incluse dans celle-ci. 
Le single atteint aux États-Unis la troisième place du hit-parade Billboard Hot 100 et la deuxième place du classement soul. Selon Billboard, Ball of Confusion (That's What the World Is Today) est le 24e single le plus vendu de 1970. Elle a en outre atteint la septième place dans le UK Singles Chart.
Bien qu'une piste d'accompagnement de près de onze minutes ait été enregistrée par The Funk Brothers, seulement près de quatre minutes ont été utilisées pour la version finale des Temptations de la chanson. La piste complète peut être entendue sur le premier album éponyme de 1971 du groupe Motown The Undisputed Truth.

## Accueil critique
Dans une critique du magazine musical américain Cash Box, il est écrit à propos de la chanson que les Temptations ont créé « un autre choc avec la tension du travail en studio et la puissance des paroles de la nouvelle Motown », ajoutant qu'il s'agit d'« une autre expérience électrisante ».

## Crédits
- Chant principal par Dennis Edwards, Eddie Kendricks, Paul Williams et Melvin Franklin.
- Chœurs de Dennis Edwards, Eddie Kendricks, Paul Williams, Melvin Franklin et Otis Williams.
- Écrit par Norman Whitfield et Barrett Strong
- Produit par Norman Whitfield
- Instrumentation par The Funk Brothers

## Liste des pistes
| A. | Ball of Confusion (That's What the World Is Today) | 4:04 |
| B. | It's Summer                                        | 2:36 |

## Classements
| Classement (1970)              | Meilleure position |
| ------------------------------ | ------------------ |
| Canada (Top Singles)           | 5                  |
| États-Unis (Hot 100)           | 3                  |
| États-Unis (Hot Soul Singles)  | 2                  |
| Pays-Bas (Nederlandse Top 40)  | 36                 |
| Pays-Bas (Nationale Hitparade) | 30                 |
| Royaume-Uni (UK Singles Chart) | 7                  |

| Classement (1970)              | Position |
| ------------------------------ | -------- |
| Canada (Top Singles)           | 73       |
| États-Unis (Hot 100)           | 24       |
| États-Unis (Hot Soul Singles)  | 7        |
| Royaume-Uni (UK Singles Chart) | 68       |

## Version de Tina Turner
Singles par Tina Turner
Music Keeps Me Dancin'
(1979) Let's Stay Together
(1983)
La chanson est reprise par Tina Turner en 1982 sous le titre raccourci Ball of Confusion et produite par British Electric Foundation (B.E.F.). L'enregistrement de Turner figure sur l'album Music of Quality and Distinction Volume One (1982) de B.E.F. et a également été sortie en single en Europe et en Australie au cours de l'année 1982. La chanson joue un rôle important dans la carrière de Tina Turner, du moins indirectement. 

### Contexte et réception
La version de Ball of Confusion par Turner, aux sonorités synth-pop, ouvre l'album Music of Quality and Distinction Volume One. Après sa sortie en single, Ball of Confusion s'est classée à la 5e place du classement VG-lista en Norvège. Ce succès conduit Capitol Records à signer Turner et Martyn Ware et Ian Craig Marsh de B.E.F. à enregistrer avec elle une autre reprise des années 1970 à la fin de l'année 1983, le titre Let's Stay Together d'Al Green, qui devient un succès surprise à l'international et le point de départ du retour de Turner, avec l'album suivant, Private Dancer, qui devient multi-platine en 1984,,.

### Clip vidéo
C'est le premier single de Tina Turner à bénéficier d'un clip vidéo. Le clip, réalisé par David Mallet, présente une prestation en direct sur scène de la chanteuse avec des danseuses et des musiciens. La musique provient en réalité d'une cassette et Tina synchronise la chanson sur les lèvres. Des effets spéciaux comme le ralenti ont également été ajoutés. Avec ce clip, Tina Turner est devenue l'une des premières artistes noires à apparaître sur MTV, lorsque la chaîne nouvellement créée l'a ajoutée à sa grille de programmes.

### Liste des pistes
| A. | Ball of Confusion (B.E.F. featuring Tina Turner) | 3:50 |
| B. | Ball of Confusion (Instrumental) (B.E.F.)        | 3:50 |

### Classements
| Classement (1982)  | Meilleure position |
| ------------------ | ------------------ |
| Norvège (VG-lista) | 5                  |